# لوئیس آلبرتو دا سیلوا لموس
لوئیس آلبرتو دا سیلوا لموس (انگلیسی: Luís Alberto da Silva Lemos؛ زادهٔ ۳ اکتبر ۱۹۵۱ - درگذشته  ۲ ژوئن ۲۰۱۹) مربی فوتبال اهل برزیل بود.
از باشگاه‌هایی که در آن بازی کرده‌است می‌توان به باشگاه فوتبال بوتافوگو، باشگاه ورزشی السد، باشگاه ورزشی القطر، باشگاه ورزشی الوکره، پالمیراس، باشگاه فوتبال لاس پالماس، باشگاه ورزشی اینترناسیونال، و باشگاه فوتبال فلامینگو اشاره کرد.